# Хотынка (приток Мшаги)
Хотынка — река в России, протекает по Шимскому району Новгородской области, исток реки находится в Батецком районе. Устье реки находится в 32 км от устья реки Мшага по левому берегу. Длина реки составляет 26 км, площадь водосборного бассейна — 264 км².

## Притоки
- В 1 км от устья, по правому берегу реки впадает река Лонненка[3].
- В 19 км от устья, по правому берегу реки впадает река Лютинка[3].

## Данные водного реестра
По данным государственного водного реестра России относится к Балтийскому бассейновому округу, водохозяйственный участок реки — Шелонь, речной подбассейн реки — Волхов. Относится к речному бассейну реки Нева (включая бассейны рек Онежского и Ладожского озера).
Код объекта в государственном водном реестре — 01040200412102000024953.